# 電鯰
電鯰，為輻鰭魚綱鯰形目電鯰科的其中一種，分布於非洲尼羅河、查德湖、尼日河、塞內加爾河、圖爾卡納湖等流域，體長可達122公分，生活在岩石、樹根沉積的底中層水域，在夜間活動，屬肉食性，具有發電器官(350伏特的電壓)，以電擊擊昏獵物，可做為食用魚、遊釣魚及觀賞魚。
電鯰可以发出猫叫的声音。

## 擴展閱讀
維基物種上的相關：電鯰